# Dosilia radiospiculata
Dosilia radiospiculata är en svampdjursart som först beskrevs av Mills 1888.  Dosilia radiospiculata ingår i släktet Dosilia och familjen Spongillidae. Inga underarter finns listade i Catalogue of Life.